# Karkihalli, Devadurga
Karkihalli là một làng thuộc tehsil Devadurga, huyện Raichur, bang Karnataka, Ấn Độ.